# 赤脚大仙种子丸
赤脚大仙种子丸，是一种中药。方源自《饲鹤亭集方》。
赤脚大仙种子丸是由全当归、肉苁蓉、绵杜仲、菟丝子、淫羊藿、潼蒺藜、云茯苓、破故纸、怀牛膝、鱼膘等原料。用炼蜜制作，补虚损、饮酒过度、精血虚寒、阳痿、妇人血气久亏等。

## 相关
- 赤脚大仙